# Метакрилова кислота
Метакрилова кислота (2-метилпропенова кислота) — це ненасичена карбонова кислота з хімічною формулою {\displaystyle {\ce {CH2=C(CH3)-COOH}}}. 

## Отримання
Метакрилова кислота утворюється при окисненні метакролеїну. Метакролеїн отримають окисненням ізобутилену:
Метакрилова кислота також може бути отримата з ацетону. Спочатку він приєднує ціановодень. При взаємодії ацетоціангідриду, що утворився, з водою у присутності сульфатної кислоти (вона приєднує до себе аміак, який утворюються у реації) утворюється гідроксиізобутиратна кислота, яка здатна до дегідратації з утворенням метакрилової кислоти.
Одним з перспективних методів одержання метакрилової кислоти є альдольна конденсація пропіонової кислоти з формальдегідом у газовій фазі 

## Хімічні властивості
Метакрилова кислота є одноосновною кислотою. З основами утворює солі, а зі спиртами — естери:
{\displaystyle {\ce {CH2=C(CH3)-COOH + NaOH ->CH2=C(CH3)-COONa + H2O}}}
{\displaystyle {\ce {CH2=C(CH3)-COOH + ROH ->CH2=C(CH3)-COOR + H2O}}}
Метакрилова кислота, як і її естери, легко полімеризується у присутності органічних пероксидів.

Поліметакрилова кислота

Це відбувається внаслідок розриву одного зв'язку, що входив до складу подвійного зв'язку.
Також може окиснюватися. Внаслідок окиснення може утворюватися 2,3-дигідроксипропанова кислота (реакція Вагнера) або відбувається розрив подвійного зв'язку.